# Focke-Wulf Ta 152
Focke-Wulf Ta 152 — немецкий высотный перехватчик периода конца Второй мировой войны, разработанный Куртом Танком и производившийся фирмой «Фокке-Вульф» в конце 1944 — начале 1945 годов.

## Разработка
Та 152 является продолжением конструкции перехватчика Focke-Wulf Fw 190D-9. Изначально планировалось его производство в трех модификациях:
- Ta 152H «Höhenjäger» — высотный перехватчик;
- Ta 152C — штурмовик с меньшим крылом и другим двигателем;
- Ta 152E — истребитель-разведчик с двигателем от модификации Н и крылом от модификации С.

Из-за сложного положения Нацистской Германии в конце войны в производство пошёл только проект перехватчика.

## Боевое применение
Первый Та 152H поступил в боевые части люфтваффе в январе 1945 года. Несмотря на то, что один источник ошибочно оценивает общее число произведённых самолетов (включая опытные экземпляры) в 220 штук, в реальности скорее всего было произведено приблизительно 43 машины, что было явно недостаточно для того, чтобы перспективный Та 152 смог оказать какое-либо влияние на ход боевых действий.

## Тактико-технические характеристики

Схема истребителя Focke-Wulf Ta 152H

Приведены данные по модификации Ta 152 H-1.
Технические характеристики
- Экипаж: 1 пилот
- Длина: 10,82 м
- Размах крыла: 14,44 м
- Высота: 3,36 м
- Площадь крыла: 23,5 м²
- Масса пустого: 4031 кг
- Масса снаряжённого: 4727 кг
- Максимальная взлётная масса: 5217 кг
- Силовая установка: 1 × перевернутый V12 жидкостного охлаждения Jumo 213E, системы форсирования GM-1 (N2O) и MW 50
- Мощность двигателей: 1 × 1750 л.с.; 2050 л.с. с использованием MW-50 (1 × 1287 кВт)

Лётные характеристики
- Максимальная скорость: 759 км/ч на 12 500 м с использованием GM-1
- Практическая дальность: 2000 км
- Практический потолок: 15 100 м с использованием GM-1
- Скороподъёмность: 17,5 м/с, при массе 5217...4727 кг соответственно
- Нагрузка на крыло: 196,8 кг/м²
- Тяговооружённость: 0,276 кВт/кг

Вооружение
- Стрелково-пушечное: 1 × 30 мм авиапушка MK 108 с боезапасом 90 снарядов, 2 × 20 мм авиапушка MG 151/20 с боезапасом по 150 снарядов на пушку.

## Сохранившиеся экземпляры
Единственный сохранившийся экземпляр самолета — Та 152 Н-0, использовавшийся III./Jagdgeschwader 301 — находится в США, в одном из хранилищ Национального музея авиации и космонавтики в Сьютлэнде (шт. Мэрилэнд), где ожидает реставрации. Точная история самолета неизвестна, предположительно, сохранившийся экземпляр является опытной машиной (W.Nr.150010) «зеленая четверка» и был захвачен в Ольборге (регистрационный номер трофейной группы — FE-112).

## Эксплуатанты
- Люфтваффе